# Chronique de Saint-Maixent
La Chronique de Saint-Maixent est un recueil de textes rédigés en latin au XIIe siècle et qui relate des événements qui ont eu lieu entre 751 et 1140. Elle est également connue sous le nom de « chronique de Maillezais ».
Elle occupe les 207 premiers folios du manuscrit Latin 4892 de la Bibliothèque nationale de France.
Les folios 1-189, où le chroniqueur s'est borné à recopier divers textes, relatent l'histoire du monde depuis les origines jusqu'au règne de Charlemagne. Le texte édité par Jean Verdon commence au folio 189 b. De nombreuses sources (Adhémar de Chabannes, des Miracula divers, des Annales, l'Historia de Hierosolymitano itinere de Pierre Tudebode et le Cartulaire de l'abbaye) sont encore recopiées, mais certaines d'entre elles ont été perdues ; la Chronique offre ainsi un grand intérêt.
Le texte édité, outre les événements relatifs aux Carolingiens et aux Capétiens, rend compte de la vie religieuse en France de l'Ouest de 1050 à 1200. Cette chronique écrite par un moine anonyme se termine en 1140.

## Sources
- La chronique de Maillezais (ou de Saint-Maixent), de 751 à 1140 - Texte intégral.
- "Chronicon Sancti-Maxentii Pictavensis" sur Gallica.